# Институт органического синтеза Латвии
Институт органического синтеза Латвии (латыш. Latvijas Organiskās sintēzes institūts, OSI, англ. Latvian Institute of Organic Synthesis) — научно-исследовательское учреждение Латвии. Находится в Риге.

## История
Институт основан 1 сентября 1957 года благодаря научным достижениям его первого директора, академика Соломона Гиллера. В состав Института органического синтеза наряду с лабораториями химического синтеза и анализа входили лаборатории фармакологии и токсикологии с виварием и питомником для выращивания лабораторных животных, лаборатории технологии, разработки готовых лекарственных форм, анализа и стандартизации, а также экспериментальный завод.
Институт органического синтеза создал 18 оригинальных медикаментов, активное вещество одиннадцати из которых является гетероциклическим соединением. В советское время на Институт органического синтеза приходилось 25 % изобретённых медицинских препаратов СССР. Особые успехи принадлежат институту в разработке и налаживании производства антибиотиков и противораковых препаратов. Одним из организаторов производства антибиотиков в СССР была Эрна Ивановна Дауговет — главный технолог, главный инженер и с 1962 по 1975 год директор Рижского завода медицинских препаратов, выпускавшего бициллин 1 и 3, олеандомицин, ампициллин, эфициллин, гризеофульвин, олететрин.
Один из основателей фармакологии в Латвии, член-корреспондент Академии медицинских наук СССР Макс Львович Беленький в рамках исследований в институте выявил и исследовал адренергические свойства апоморфина, холинергический компонент в действии фенамина, разностороннее влияние аминофенилиндандионов на нервную систему.
С 1961 по 1997 год в институте работал изобретатель противовирусного препарата ремантадин Янис Полис.
С 1961 года здесь также трудился академик Янис Страдыньш, который создал в институте лабораторию физико-органической химии и руководил ею до 2006 года.
После восстановления независимости Латвийской Республики институт потерял значительную часть финансирования и треть научного персонала. На базе экспериментального завода была создана независимая фармацевтическая компания Grindeks. От академических исследований институт перешёл на работы по договорам с фармацевтическими производителями Японии, Франции, Германии, Швейцарии и США по биологическому скринингу компонентов, синтезируемых в институте, синтезу биологически активных субстанций, в том числе по заказу. Он имеет совместные исследовательские проекты с фармацевтическими компаниями Германии.
В настоящее время Институт выпускает научный журнал «Химия гетероциклических соединений». В институте работают 312 человек.
В 2013 году было зарегистрировано лекарство для лечения одной из форм рака — периферической Т-клеточной лимфомы. Однако патент и права на препарат, разрабатывавшийся 13 лет, принадлежат американцам, которые финансировали исследования.

## Директора
- Соломон Гиллер (1957—1975)
- Гунарс Чипенс (1975—1982)
- Эдмунд Лукевиц (1982—2003)
- Иварс Калвиньш (2003—2014)
- Освальд Пугович (2015-)